# Fed Cup de 2010
A Fed Cup de 2010 foi a 48ª edição do mais importante torneio entre países do tênis feminino.

## Grupo Mundial
Oito equipes disputaram o título em três rodadas eliminatórias.
|  |                                    |                                  |                                  |                       |   |                             |                                 |                             |  |  |                         |                         |                         |
|  | Primeira fase 6 e 7 de fevereiro   | Primeira fase 6 e 7 de fevereiro | Primeira fase 6 e 7 de fevereiro |                       |   | Semifinais 24 e 25 de abril | Semifinais 24 e 25 de abril     | Semifinais 24 e 25 de abril |  |  | Final 6 e 7 de novembro | Final 6 e 7 de novembro | Final 6 e 7 de novembro |
|  | Primeira fase 6 e 7 de fevereiro   | Primeira fase 6 e 7 de fevereiro | Primeira fase 6 e 7 de fevereiro |                       |   | Semifinais 24 e 25 de abril | Semifinais 24 e 25 de abril     | Semifinais 24 e 25 de abril |  |  | Final 6 e 7 de novembro | Final 6 e 7 de novembro | Final 6 e 7 de novembro |
|  | Kharkiv, Ucrânia – duro (coberto)  |                                  |                                  |                       |   |                             |                                 |                             |  |  |                         |                         |                         |
|  |                                    |                                  |                                  |                       |   |                             |                                 |                             |  |  |                         |                         |                         |
|  | 1                                  | Itália                           | 4                                |                       |   |                             |                                 |                             |  |  |                         |                         |                         |
|  | 1                                  | Itália                           | 4                                | Roma, Itália – saibro |   |                             |                                 |                             |  |  |                         |                         |                         |
|  |                                    | Ucrânia                          | 1                                |                       |   |                             |                                 |                             |  |  |                         |                         |                         |
|  |                                    | Ucrânia                          | 1                                |                       | 1 | Itália                      | 5                               |                             |  |  |                         |                         |                         |
|  | Brno, Rep. Tcheca – duro (coberto) |                                  |                                  |                       | 1 | Itália                      | 5                               |                             |  |  |                         |                         |                         |
|  |                                    |                                  | 4                                | República Checa       | 0 |                             |                                 |                             |  |  |                         |                         |                         |
|  |                                    | Alemanha                         | 4                                | República Checa       | 0 | 2                           |                                 |                             |  |  |                         |                         |                         |
|  |                                    | Alemanha                         |                                  |                       |   | 2                           | San Diego, EUA – duro (coberto) |                             |  |  |                         |                         |                         |
|  | 4                                  | República Checa                  | 3                                |                       |   |                             |                                 |                             |  |  |                         |                         |                         |
|  | 4                                  | República Checa                  | 3                                |                       |   | 1                           | Itália                          | 3                           |  |  |                         |                         |                         |
|  | Belgrado, Sérvia – duro (coberto)  |                                  |                                  |                       |   | 1                           | Itália                          | 3                           |  |  |                         |                         |                         |
|  |                                    |                                  | 2                                | Estados Unidos        | 1 |                             |                                 |                             |  |  |                         |                         |                         |
|  | 3                                  | Rússia                           | 2                                | Estados Unidos        | 1 | 3                           |                                 |                             |  |  |                         |                         |                         |
|  | 3                                  | Rússia                           | Birmingham, EUA – duro (coberto) |                       |   | 3                           |                                 |                             |  |  |                         |                         |                         |
|  |                                    | Sérvia                           | 2                                |                       |   |                             |                                 |                             |  |  |                         |                         |                         |
|  |                                    | Sérvia                           | 2                                |                       | 3 | Rússia                      | 2                               |                             |  |  |                         |                         |                         |
|  | Liévin, França – saibro (coberto)  |                                  |                                  |                       | 3 | Rússia                      | 2                               |                             |  |  |                         |                         |                         |
|  |                                    |                                  | 2                                | Estados Unidos        | 3 |                             |                                 |                             |  |  |                         |                         |                         |
|  |                                    | França                           | 2                                | Estados Unidos        | 3 | 1                           |                                 |                             |  |  |                         |                         |                         |
|  |                                    | França                           |                                  |                       |   |                             |                                 |                             |  |  |                         |                         |                         |
|  | 2                                  | Estados Unidos                   | 4                                |                       |   |                             |                                 |                             |  |  |                         |                         |                         |
|  | 2                                  | Estados Unidos                   | 4                                |                       |   |                             |                                 |                             |  |  |                         |                         |                         |